# Barbajuan
Le barbajuan s'apparente à un ravioli frit. Il est reconnu comme un plat emblématique à Menton et à Monaco.
On peut trouver des variantes du barbajuan à base d'artichauts ou de courge.

## Étymologie
Barbajuan signifie « oncle Jean » en dialecte mentonnais. Barbajuan pourrait aussi venir de barbagianni en italien, en raison de sa forme en « chouette ».

## Histoire
Le barbajuan est d'origine du village de castellars, lorsque la principauté comprenait Monaco, Roquebrune, Beausoleil, Menton et Castelar : Castellar. Dans ce village, il n'est pas en forme de triangle, mais en forme de gros ravioli, accroché par deux.
Les Castellaroises les vendaient à Monaco où ils se sont fait connaître.
L'histoire raconte qu'un nommé Jean n'avait plus de sauce pour ses raviolis et fut contraint de les faire frire plutôt que cuire. Cette nouvelle création gagna en popularité et devint connue sous le nom de barbajuan (barba : oncle, Juan : Jean), un clin d'œil, par son nom, à son célèbre créateur culinaire.
Une autre tradition populaire raconte que le prince Albert Ier avait lui aussi un faible pour la pâte des barbajuans mentonnais qu'il aurait découverts lors d'un goûter chez l'archevêque, Jean-Charles Arnal du Curel. Il aurait demandé à une dénommée Marie de continuer à lui porter ces barbajuans, chaque jour, au palais princier en échange de quelques pièces d'or.
Depuis 2016, une fête du barbajuan est organisée en Principauté afin de promouvoir le patrimoine culinaire monégasque.
Depuis le tournoi qualificatif pour les Jeux olympiques de Tokyo qui s'est déroulé à Monaco les 19 et 20 juin 2021, le barbajuan a aussi donné son nom à la mascotte olympique Barbajuan, un goéland aux couleurs rouge et blanc de Monaco, dessiné par Richard Molinier.

## Popularité
Le barbajuan est aujourd'hui un marqueur identitaire de la gastronomie monégasque. Il est servi lors de la Fête du Prince et lors de festivités, durant lesquelles il est souvent associé à du champagne.
On le trouve principalement entre Monaco, Menton et Nice, dans la partie orientale de la Côte d'Azur et l'Italie du Nord.

## Préparation
Le barbajuan de forme rectangulaire est farci de blettes, de riz, entre autres. Le tout est frit jusqu'à ce qu'il soit bien doré. Il est plus souvent servi en apéritif qu'en plat principal.